# João 17

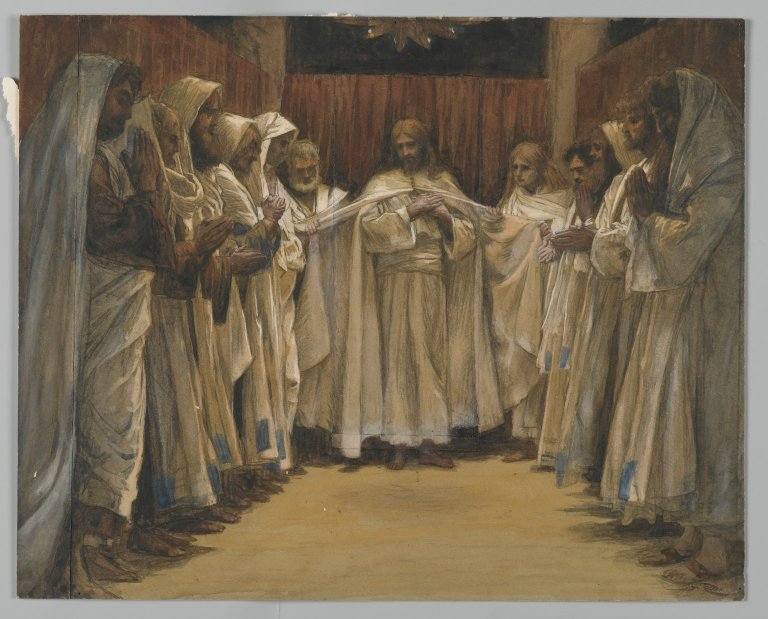
Cristo se despede dos apóstolos. Em João 17, encerra-se o ministério de Jesus e inicia-se a sua Paixão.
Dernier Sermon de Notre-Seigneur. Século XIX. Por James Tissot, atualmente no Brooklyn Museum, em Nova Iorque.

João 17 é o décimo-sétimo capítulo do Evangelho de João no Novo Testamento da Bíblia. Este capítulo encerra o longo Discurso de adeus iniciado em João 14. É geralmente conhecido como Oração de Adeus e é uma intercessão pela futura Igreja. 

## Oração de Adeus
João 17:1–26 é uma intercessão de Jesus pela futura Igreja e é, de longe, a mais longa oração de Jesus em todo o Evangelho. A primeira parte do discurso é endereçada aos discípulos e a final, ao Pai, quando Jesus se volta para o céu e ora.
A Oração Sacerdotal de Jesus foi proferida após a Última Ceia, antes da agonia experimentada por Jesus no Getsêmani. 
Trata-se de uma intercessão não somente pela vida dos discípulos mas também por todos que futuramente viessem a crer em Jesus. De acordo com a Bíblia, o desejo de Jesus é que independente do tempo em que as pessoas viessem a crer em seu nome, tivessem como alvo a excelência na unidade. Na unidade a Igreja de Jesus é habilitada para dar testemunho da sua fé e sua eficácia.
O título dessa oração foi vulgarizado pelo teólogo luterano do século XVI, David Kochhafe, conhecido pelo pseudónimo de Chyträus.
A oração ocorre num período bastante específico do ministério de Jesus, bem no final de sua fase de instrução de seus discípulos, imediatamente antes de sua Paixão. Assim que ela termina, os eventos finais da vida terrena de Jesus se desenrolam rapidamente. E é nela, pela última vez, que Jesus relata sobre seu ministério terreno ao Pai e, ao rezar para ele, reitera sua total dependência em relação a Ele.
A oração começa com um pedido de Jesus pela glorificação do Pai agora que sua obra está completa e continua com uma intercessão pelo sucesso das obras de seus discípulos e da comunidade de seguidores. Um tema central da oração é esta glorificação. Na primeira parte, Jesus fala mais sobre sua relação especial com Ele e, indiretamente, a reitera para seus discípulos.
De maneira geral, a Oração de Adeus pode ser dividida em cinco pedidos específicos:
- 17:1-5: Pedido para sua glorificação baseado na conclusão de sua obra.
- 17:6-10: Pedido por seus discípulos.
- 17:11-19: Pedido para preservação e santificação "dos seus" no mundo.
- 17:20-23: Pedido pela unidade "dos seus" ("A fim de que todos sejam um").
- 17:24-26: Pedido pela união "dos seus" consigo.

As referências ao "teu nome" em João 17:6 e João 17:26 enfatizam a importância do Nome de Deus no cristianismo, que, na doutrina cristã (como na de Cirilo de Alexandria) tem sido visto como uma representação de todo o sistema de "verdade divina" revelada aos fieis "que acreditam no seu nome" como em João 1:12.